# Cannon Street Railway Bridge
Die Cannon Street Railway Bridge (ursprünglich  Princess Alexandra Bridge) ist eine Eisenbahnbrücke über den Fluss Themse in London. Sie bildet die Hauptzufahrt zum Bahnhof Cannon Street in der City of London. Die 24,5 m breite Brücke besteht aus fünf Feldern aus schmiedeeisernen Trägern, die auf gusseisernen Brückenpfeiler ruhen. Sie wird von fünf Bahngleisen benutzt.
Die Brücke wurde durch John Hankshaw und John Wolfe-Barry für die South Eastern Railway entworfen und 1866 nach drei Jahren Bauzeit gleichzeitig mit dem Bahnhof eröffnet. Zu Beginn hieß das Bauwerk Princess Alexandra Bridge benannt nach Prinzessin Alexandra von Dänemark, der Frau des späteren Königs Eduard VII. Zwischen 1886 und 1893 wurde die Brücke verbreitert und von 1979 bis 1982 einer aufwändigen Renovation unterzogen. Dabei entfernte man fast sämtliches schmückendes Beiwerk, wodurch die Brücke heute sehr funktional wirkt.
Am 20. August 1989 kollidierten unter der Brücke das Ausflugsschiff Marchioness und das Baggerschiff Bowbelle; dabei ertranken 51 der 132 Passagiere auf der Marchioness.